# Van Limburg Stirum (geslacht)
Van Limburg Stirum of De Limburg Stirum is een van oorsprong Duits geslacht dat behoort tot de Nederlandse, Belgische en historische Duitse adel.

## Geschiedenis
De graven van Limburg Stirum stammen af van de eerst bewezen voorvader graaf Adolf I van Berg. Diederik I graaf van Isenberg-Limburg, zoon van Frederik van Altena-Isenberg en Sophia van Limburg (dochter van hertog Walram III van Limburg), ontving in 1243 een deel van zijn vaders territorium en noemde zich vanaf 1246/1247 Graaf van Limburg. In 1289 bouwde hij hierop een kasteel waaraan ook de naam Limburg (nu: Hohenlimburg) werd verbonden. Voorts bezat hij onder meer de heerlijkheid Styrum.
Na de dood van Diederik I in 1301 deelden zijn zoons de bezittingen:
- Johan kreeg Styrum
- Eberhard I kreeg het graafschap Limburg (Lenne). Na het verwerven van Broich in 1372 wordt dit de tak Limburg-Broich (1372 - 1511). Afstammelingen: Gelderse familie van Limburg, niet getiteld.

Styrum werd na 1289 tot een bevestigd huis uitgebouwd en wordt in 1442 rijksleen genoemd.
Graaf Georg van Limburg Stirum huwde in 1539 met Irmgarde van Wisch, gravin van Bronkhorst. Zij was de erfgename van Wisch, Borculo, Wildenborch, Lichtenvoorde, het Huis te Eerbeek en Overhagen.
In 1591 huwde Joost van Limburg Stirum met Maria van Holstein-Pinneberg, de erfgename van de rijksheerlijkheid Gemen.
De zonen van Herman Otto van Limburg Stirum deelden na zijn dood in 1644 de bezittingen:
- Otto van Limburg Stirum, kreeg Bronkhorst en Borculo
- Adolf Ernst van Limburg Stirum, kreeg Gemen (uitgestorven 1800)
- Maurits van Limburg Stirum, kreeg Styrum (uitgestorven 1809)

De heerlijkheid Bronkhorst werd in 1721 verkocht door Maria van Limburg Stirum. In 1726 werd de heerlijkheid Borculo door graaf Leopold verkocht aan de graaf van Flodorf. Hiermee gingen de semi-onafhankelijke heerlijkheden (waardoor Limburg Stirum bijna een Reichsunmittelbare status had) voor de familie verloren. Weliswaar werd Bronkhorst in 1792 weer aangekocht door Frederik Albert van Limburg Stirum, maar in 1803 volgde een publieke verkoop.
Alle nu levende leden van de familie stammen af van Otto Ernst Gelder (1685–1769). Hij was de stamvader van takken in Nederland, Duitsland, Zweden en België.
In 1814 werden leden door benoeming in de ridderschappen opgenomen in de adel van het Koninkrijk der Nederlanden (achternaam: Van Limburg Stirum). De Belgische tak stamt af van Willem Bernard (1795–1889) die in 1841 de Belgische nationaliteit aannam, een zoon van Samuel John van Limburg Stirum, en voert de achternaam De Limburg Stirum.
De graven Van Limburg Stirum hebben twee ridderorden ingesteld: de Orde van de Oude Adel en de Orde van Sint-Filippus van de Leeuw van Limburg.

## Bekende telgen

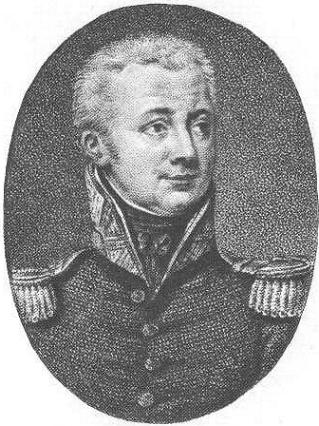
Leopold van Limburg Stirum

Het geslacht Van Limburg Stirum heeft met name in de negentiende eeuw staatslieden en andere bekende personen voortgebracht:

### Nederland
- Albert Otto Ernst van Limburg Stirum (1803-1858), burgemeester van Leiden
- Aurelie Caroline gravin van Limburg Stirum, vrouwe van de Wiersse (1853–1906); trouwde 1893 met Victor de Stuers
- Constantijn Willem van Limburg Stirum (1837–1905)
- Cornelia van Limburg Stirum (1868–1944), evangeliste, ijveraarster christelijk meisjesonderwijs en weldoenster
- Damian August Philipp Karl von Limburg-Stirum (1721–1797), prins-bisschop van Spiers
- Friedrich Wilhelm zu Limburg-Stirum genannt Ebers (1835–1912), a.i. rijksminister van Buitenlandse Zaken in het Duitse Keizerrijk
- Henri François Marie Elisa van Limburg Stirum (1883-1958), burgemeester van Nijeveen, Hellendoorn en Brummen
- Jan Pieter Adolf van Limburg Stirum (1866–1902), filantroop
- Johan Paul van Limburg Stirum (1873–1948), diplomaat, gouverneur-generaal van Nederlands-Indië
- Leopold van Limburg Stirum (1758–1840), lid van het Driemanschap van 1813 en militair
- Louis Gaspard Adrien van Limburg Stirum (1802–1884), militair en politicus
- Mathilde van Limburg Stirum (1854–1932), beoogd huwelijksepartner van kroonprins Willem
- Menno David van Limburg Stirum (1807–1891), generaal en minister van Oorlog
- Otto Jan Herbert van Limburg Stirum (1855–1909), Tweede Kamerlid
- Samuel John van Limburg Stirum (1754–1824), Eerste Kamerlid
- Wigbold Albert Willem van Limburg Stirum Noordwijk (1786–1855), Eerste Kamerlid

### België
- Willem-Bernard van Limburg Stirum (1795-1889), trouwde in 1822 met Albertine de Pret de Calesberg (1800-1856). Hij koos vanwege zijn huwelijk in 1841 voor de Belgische nationaliteit
  - Samuel de Limburg Stirum (1824-1899), burgemeester van Zittert-Lummen
    - Albert de Limburg Stirum (1859-1931), volgde zijn vader als burgemeester van Zittert-Lummen op
    - Adolphe de Limburg Stirum (1865-1956), diplomaat, provincieraadslid van Luxemburg, volksvertegenwoordiger en senator

  - Thierry de Limburg Stirum (1827-1911), historicus en senator
    - Henri de Limburg Stirum (1864-1953), burgemeester van Rumbeke en provincieraadslid van West-Vlaanderen, trouwde in 1895 met Julienne Snoy (1872-1950), dochter van baron Georges Snoy, volksvertegenwoordiger en gemeenteraadslid van Eigenbrakel
      - Philippe de Limburg Stirum (1910-1997), burgemeester van Anzegem,

    - Everard de Limburg Stirum (1868-1938), landbouwingenieur en burgemeester van Huldenberg
      - Thierry de Limburg Stirum (1904-1968), historicus en burgemeester van Huldenberg
        - Evrard de Limburg Stirum (1927-2001), land- en bosbouwer, burgemeester van Huldenberg, trouwde in 1957 in Dreux met prinses Hélène d'Orléans (1934), dochter van Henri d'Orléans, graaf van Parijs
          - Thierry-Henri de Limburg Stirum (1959), advocaat, trouwde met jkvr. Katia della Faille de Leverghem (1969), model, volksvertegenwoordiger en schepen van Huldenberg.

      - Charles de Limburg Stirum (1906-1989), senator en grootmeester van het huis van koning Leopold III

  - Philippe de Limburg Stirum (1830-1912), senator

### Wapen van Limburg Stirum (1814)

Soeverein Besluit, Brussel 28 augustus 1814. Wapen: "Gevierendeeld; I in zilver een rode leeuw, blauw gekroond (Limburg); II In rood een zilveren leeuw, zilver gekroond (Bronckhorst); III in goud twee gaande, aanziende rode leeuwen (Wisch); IV in goud drie rode koeken (Borculo); hartschild in goud een rode dwarsbalk, beladen met drie zilveren palen (Gemen). Vijf aanziende gouden helmen; vijf kronen van drie bladeren; dekkleden rood en zilver; helmtekens (1) de leeuw van het eerste kwartier voor een circelvormige pauwenstaart van natuurlijke kleur (2) twee paardenbenen, goud en rood, zilver gehoeft, (3) een gesloten vlucht, volgens het hartschild, (4) een gouden hart, los tussen twee veren, zilver en rood, (5) twee zwarte berenklauwen; schildhouders rechts een wildeman, links een wildevrouw van natuurlijke kleur, groen omkranst en omgord, de vrouw met een zwarte kralenketting om hals en polsen, beide met de buitenste hand een knots bij de voet houdende; het geheel geplaatst op een grasgrond."
Op de tekening uit het register van de Hoge Raad van Adel staat een handgeschreven aantekening over een gouden kroon een blauwe tong en gouden nagels voor de Limburgse leeuw. De leeuw van Bronckhorst behoort gouden nagels en kroon te hebben, de leeuwen van Wisch horen gaande (niet aanziend) te zijn. Het is onbekend waarom de leeuwen en kleuren op de kwartieren van het wapen Van Limburg Stirum afwijken van de oorspronkelijke geslachtswapens.